# Robregordo
Robregordo település Spanyolországban, Madrid tartományban. Robregordo Horcajuelo de la Sierra, Horcajo de la Sierra-Aoslos, La Acebeda, Prádena, Casla, Santo Tomé del Puerto és Somosierra községekkel határos. Lakosainak száma 73 fő (2024).

## Népesség
A település népessége az utóbbi években az alábbiak szerint változott:
| Lakosok száma | 88   | 71   | 71   | 61   | 65   | 52   | 44   | 58   | 70   | 73   |
|               | 2001 | 2004 | 2007 | 2009 | 2012 | 2014 | 2017 | 2019 | 2022 | 2024 |